# Ограбление в ураган
«Ограбление в ураган» (англ. The Hurricane Heist) — американский боевик режиссёра Роба Коэна. Главные роли исполнили Тоби Кеббелл и Мэгги Грэйс. В России фильм вышел 8 марта 2018 года. В США фильм вышел 9 марта 2018 года.

## Сюжет
В центре истории компания грабителей, планирующих украсть полмиллиарда долларов из американского казначейства на фоне урагана, стремительно надвигающегося на побережье, который преступники хотят использовать в качестве прикрытия.

## В ролях
| Актёр                    | Роль                                                |
| ------------------------ | --------------------------------------------------- |
| Тоби Кеббелл             | младший брат Бриз, метеоролог Уильям "Уилл" Ратледж |
| Райан Квонтен            | старший брат Уильяма, ремонтник Бриз Ратледж        |
| Мэгги Грэйс              | агент казначейства Кейси Корбин                     |
| Ральф Айнесон            | коррумпированный агент казначейства Коннор Перкинс  |
| Бен Кросс                | коррумпированный шериф Джимми Диксон                |
| Мелисса Болона           | компьютерный хакер и девушка Фрирза Саша Ван Дитрих |
| Эд Бирч                  | компьютерный хакер и парень Саши Фрирз              |
| Джейми Эндрю Катлер      | брат Ксандера Клемент Райс                          |
| Джимми Уолкер            | брат Клемента Ксандер Райс                          |
| Кристиан Райан Контрерас | агент министерства финансов Рэнди Морено            |
| Мойо Аканде              | возлюбленная Перкинса Жаки                          |
| Джеймс Баррискейл        | помощник шерифа Диксона Майклс                      |
| Марк Баснайт             | помощник шерифа Диксона Габриэль                    |
| Кит Д. Эванс             | помощник шерифа Диксона заместитель Ротхилсберг     |
| Брук Джонстон            | помощник шерифа Диксона заместитель Даймонд         |
| Марк Смит                | помощник шерифа Диксона заместитель Болдуин         |
| Патрик МакОли            | юный Уильям                                         |
| Леонардо Дикенс          | юный Бриз                                           |

## Производство
Съёмки начались в августе 2016 года в Болгарии.